# Kościół św. Łukasza w Brzegu
Kościół świętego Łukasza w Brzegu – kościół parafialny należący do diecezji katowickiej Kościoła Ewangelicko-Augsburskiego w RP. Znajduje się w Brzegu, w województwie opolskim.

## Historia

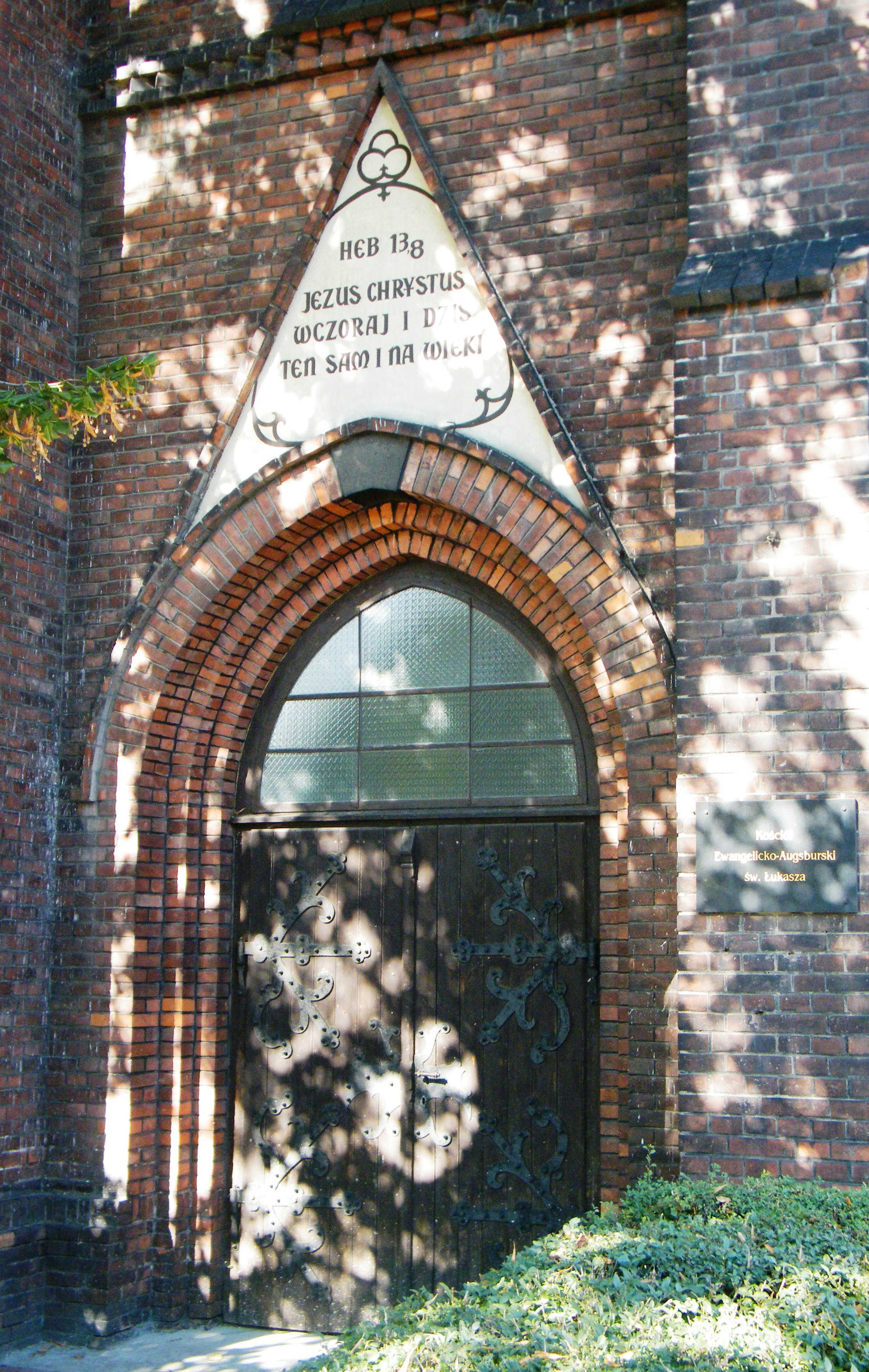
Wejście do świątyni

Pierwotnie była to świątynia staroluterska. W 1897 roku rozpoczęła się budowa kościoła, a prace budowlane trwały tylko sześć miesięcy. Kościół został uroczyście poświęcony w dniu 10 października 1897 roku i otrzymał wezwanie św. Łukasza Ewangelisty. W czasie I wojny światowej zginęło 29 miejscowych staroluteran – tablica ku ich pamięci jest wmurowana w ścianę świątyni.
Po zakończeniu I wojny światowej, kościół otrzymał dwa staliwne dzwony, które zostały odlane w 1919 roku w zakładzie Bochumer Verein. 
Po 1945 roku Brzeg jako Ziemie Zachodnie i Odzyskane powrócił do Polski. Opiekę nad luteranami objął Kościół Ewangelicko–Augsburski z siedzibą konsystorza w Warszawie. Do 1952 roku miasta nie obsługiwał stały proboszcz. Co dwa tygodnie przyjeżdżał ksiądz Karol Jadwiszczok, który odprawiał nabożeństwa w przycmentarnej świątyni świętej Trójcy. Gdy władze nakazały jej rozebranie, luteranie zaczęli odprawiać swoje nabożeństwa w zdewastowanej świątyni staroluterskiej św. Łukasza. Pierwszym stałym proboszczem został ksiądz Stanisław Żwak, który jeszcze jako student wspomagał księdza K. Jadwiszczoka. Po ordynacji został ustanowiony administratorem parafii w Brzegu i Kłodzku. Mieszkał w Lewinie Brzeskim. Do 1999 roku parafia była obsługiwana przez księdza Mariana Niemca z Opola. Od tego roku parafia ma swojego duszpasterza.

## Linki zawnętrzne
- Kościół ewangelicko-augsburski św. Łukasza Ewangelisty w Brzegu na str. polska-org.pl